# Dogme de l'inimitabilité du Coran
Le dogme de l'inimitabilité du Coran (en arabe إعجاز / iʿǧāz) est une spécificité religieuse dans l'islam selon laquelle le Coran, en tant que révélation divine, ne peut être imité par aucune autre œuvre littéraire. Cette qualité du Coran est généralement revendiquée à la fois pour l'esthétique du style d'écriture et pour la valeur du message qu'il porte à l'humanité. C'est à partir du IIIe siècle de l'hégire que ce concept est devenu un dogme. C'est le dogme de l'inimitabilité du Coran.

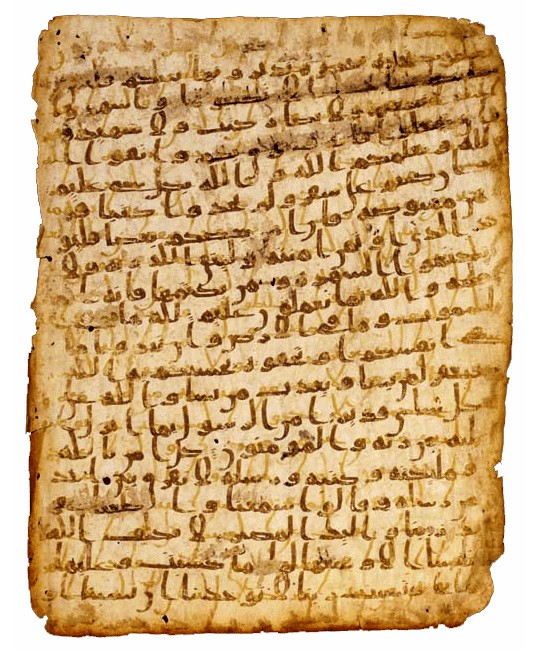
Manuscrit datant du VIIe siècle, écrit sur du vélin en script hijazi.

## Mention dans les versets coraniques

### Les défis coraniques
Les bases du dogme sont présentes dans le texte coranique où plusieurs versets évoquent l'incapacité des hommes à frustrer la volonté de Dieu. Dans le texte coranique, l'inimitabilité du Coran est défendu par le fait qu'aucun homme ou esprit ne serait capable d'imiter le Coran. Cette affirmation crée une rhétorique du défi, présente dans les sourates 17 (v.88), 11(v.13), 2 (v.23)... Ces défis datent de la période mecquoise et sont absents de la période médinoise. Marie-Thèrèse Urvoy associe cette évolution à celle de Mahomet, de prophète à chef politique. Ce défi serait la preuve de l'aspect miraculeux du Coran. Ce défi coranique s'inscrit dans le contexte d'émulation et de compétition poétique de l'Arabie pré-islamique.
Les versets faisant référence à cette inimitabilité et appelant les non-musulmans à produire des versets semblables à ceux du Coran :

« Et si vous êtes dans le doute au sujet de ce que Nous avons révélé à Notre serviteur, eh bien produisez une sourate semblable et invoquez ceux qui vous assistent en dehors de Dieu si vous êtes sincères ! »

— Le Coran, « La Vache », II, 23, (ar) البقرة
Si les traditions évoquent plusieurs cas de personnes ayant tenté de relever le défi, les « révélations » conservées sont « en leur quasi-totalité […] inventées par les musulmans eux-mêmes » pour critiquer ou ridiculiser les auteurs attribués ; le but de ce défi et du dogme est de prouver l'aspect miraculeux du Coran et ainsi d'attester de Mahomet comme prophète mais aussi d'assurer une incontestabilité à la doctrine musulmane.
Voici un exemple de défi relevé : on peut retrouver ces sourates dans Internet Archive (cliquer sur chacune des douze sourates dans la référence en bas de page).

### La vérifiabilité comme rhétorique
Concernant le contenu, le thème de l'inimitabilité du Coran est évoqué en lien avec l'histoire de Loth par Geneviève Gobillot pour qui la vérifiabilité est un aspect de la rhétorique du Coran. Le Coran, pour l'auteur, « rectifie ou précise certains détails des textes bibliques dans le but d’en améliorer la lecture, non seulement du point de vue de la clarté et de l’exactitude, mais aussi de celui de l’efficacité pédagogique », fait preuve d'une cohérence prouvant la connaissance de la région évoquée. La volonté d’être vérifiable faisant partie de la rhétorique du Coran, « dans le cadre de leur vraisemblance par rapport au contexte historique du pays de Canaan et à l’emplacement de Sodome connu par la tradition, seuls éléments actuellement à notre portée, le défi de l’inimitabilité, au sens de perfection dans l’exactitude des « signes » (āyāt, au sens d’indices), a été pleinement relevé par le Coran ».

## Le concept de l'inimitabilité du Coran

### Approche historique
Si une auto-justification du Coran est présente dans le texte coranique, le terme iʿjâz utilisé pour définir l'inimitabilité de celui-ci n'est attesté qu'à partir du IXe siècle et aucun traité ne lui est consacré avant le Xe siècle. L'inimitabilité apparaît dans « sa pleine expression défensive littéraire [...] à la fin du Xe siècle dans les mains du théologien / grammairien al-Rummåni (d. 996) »,. Marie-Thérèse Urvoy cite trois étapes définies par Audebert de mise en place de ce dogme, allant d'une inimitabilité linguistique pendant la première, à une seconde privilégiant l'inimitabilité thématique tandis qu'à partir du IXe siècle, le dogme se positionnerait davantage dans le domaine stylistique. Plusieurs auteurs du IXe siècle, comme Al-Gâhiz, ont ainsi défendu la « suprématie de la langue arabe ».
Pour Liati, « on constate que le dogme de l’inimitabilité formelle du coran est tardif et qu'il ne s'est imposé que contre des résistances très vives ». Le IXe siècle voit, en effet, des réactions contre une possible inimitabilité stylistique, qui ruinerait « le caractère divin du texte coranique qu'il prétend établir », chaque œuvre pouvant stylistiquement être dépassée. Selon l'historien Maxime Rodinson, ce dogme de la perfection du style coranique fut remis en cause, y compris dans l'islam : « il n'a pas manqué d'esprits libres en Islam pour mettre en doute cette incomparabilité du texte coranique ». Le caractère inimitable du Coran va permettre de fixer la langue arabe. Il n'encourage pas la traduction du Coran dans d'autres langues.

### Des divergences dans sa définition
Ce caractère d'inimitabilité (iʿjâz) du Coran a été sujet de beaucoup de divergences d'opinions au sein même de la doctrine musulmane. Le Coran en tant que parole de Dieu doit-il être mis à l'épreuve face aux autres genres littéraires ? Le philosophe Ibn Hazm y voit un danger spirituel. Le théologien Fakhr ad-Dîn ar-Râzî, pour sa part, affirmait que ce miracle linguistique se situe, non pas au niveau de la qualité stylistique du texte, mais au niveau des significations. Ce dogme a aussi été avancé par certains arabophones pour interdire la traduction du Coran. Ils s'appuient sur le lien entre religion, langue et écriture sacrée.
Pour Qatâda, ce défi concerne la vérité du texte coranique tandis que pour Tabari, celui-ci concerne le style, les thèmes du Coran étant pour lui inimitables par essence. Tabari cite ainsi comme spécificités de la langue arabe et du texte coranique, la concision, l'usage de l'atténuation ou parfois de l'amplification, de la litote, de l'itération…

## Critique de l'inimitabilité du Coran
Gilliot voit dans la défense de l'inimitabilité du Coran un raisonnement circulaire. « La conclusion du raisonnement est déjà contenue dans les prémisses, ou mieux les prémisses sont puisées dans la conclusion. En effet, on peut déconstruire le raisonnement, et il apparaît alors que l'on passe « de la conviction à la raison ». La conviction initiale est que le Coran révélé en arabe est la forme exemplaire de l'expression claire ; cette certitude devient les prémisses du raisonnement… ».
Trois éléments sont apportés afin de critiquer le dogme de l'inimitabilité du Coran :

### Éléments d'histoire de la rédaction du Coran
L'histoire de la rédaction du Coran fait débat dans le monde de la recherche islamologique. Pour Dye, deux principaux modèles se dégagent : celui traditionnel d'une "collecte" précoce du texte coranique sous le calife Othmân ibn Affân, que Gilliot appelle « historiographie optimiste » à côté de celui qu'il défend d'une "rédaction" collective et progressive tout au long du VIIe siècle ayant abouti à une forme quasi-définitive sous le califat d'Abd Al-Malik (646-705). Les courants peuvent être divisés différemment. Dans son ouvrage Revelation and Falsification, Amir-Moezzi présente tout d'abord les thèses de la date reculée (N. Abbott, F. Sezgin, Nicolai Sinai...) et de la date tardive (J. Wansbrough, J. Schacht, R. Blachère...). « Entre ces deux courants extrêmes se tiennent les tenants de la proposition médiane, celle d'une approche critique neutre. »
Ces auteurs soutiennent une "rédaction" longue jusqu'à la canonisation du texte lors de la réforme d'Ibn Mujâhid. A.-L. de Prémare parle de « révélation partagée » et Cl. Gilliot interroge l'idée d'un Coran comme « fruit d'un travail collectif ». Pour Van Reeth, si la rédaction du Coran commença du temps de Mahomet, « Le Coran est ainsi le produit d'un processus rédactionnel long et complexe ; il est le fruit d'un travail scribal, à partir d'un grand nombre de bribes de textes oraculaires, rassemblés et transmis par les premières générations de musulmans et que la tradition attribuait à Muḥammad ».
Günter Lüling s'est attaché a démontrer qu'une partie du Coran provient d'hymnes chrétiennes qui circulaient dans un milieu arien avant Mahomet et qui ont été remaniés par l'intégration de motifs arabes anciens. Pour Édouard-Marie Gallez, des études récentes mettent en évidence le caractère judéo-chrétien des origines du Coran.

### Éléments philologiques
Dans le domaine de la linguistique coranique, il y a un sérieux désaccord entre des savants musulmans et des orientalistes non musulmans; les érudits occidentaux depuis Theodor Nöldeke, mettent en doute la notion d’origine divine du Coran en invoquant des « défauts linguistiques ». Nöldeke décrit la syntaxe comme «very unusual»(en) et «very hard»(en). Mais, pour Jacques Berque, tout ce que Theodor Nöldeke imputait à un vice rhétorique n'est, à la lumière d'une analyse critique bien menée, que spécificités stylistiques propres au discours coranique. Michel Cuypers récuse ainsi l'affirmation de Nöldeke selon laquelle le fait de passer d'un sujet à un autre avant de revenir au premier sujet est une faiblesse. Il reconnait une structure non linéaire que l'on appelle la « rhétorique sémitique ». Cette rhétorique n'est pas non plus une spécificité qui est propre au Coran comme le pensait Jacques Berque bien qu'il pourrait être un représentant éminent des textes composés sous cette forme particulière.
Pour ce qui est des irrégularités grammaticales ou ce que l'on pourrait prendre comme telles, il en admet quelques-unes comme « incontestables » mais préfère plutôt les nommer « spécificités grammaticales ». Un ouvrage islamique de résolution des « erreurs grammaticales » du Coran a été écrit par Fahr ad-Din ar-Razi. Pour Michel Lagarde, l'argumentation dogmatique et idéologique, dans celui-ci, l'emporte « sur les faits », les arguments étant « fréquemment forgé[s] […] pour les besoins de la cause ». Des passages coraniques, parfois qualifiés de « passages difficiles », ont fait l'objet de recherches particulières. C'est le cas par exemple du verset 36 de la sourate 24 dont la construction est « en principe strictement agrammaticale ». L'erreur grammaticale étant supposée impossible par les grammairiens musulmans, ceux-ci ont donc supposé la présence d'un verbe sous-entendu et ce de manière « à l’évidence, parfaitement artificielle ». Ils présentent ainsi cette erreur, alors qu'elle est « totalement déviante », comme possible.

### Éléments historiques
Au VIIe siècle, en Arabie, plusieurs personnes, dont Musaylima, se sont proclamées prophètes et ont écrit des « révélations ». Plusieurs poètes, dont Bachhâr ben Bourd (†784), Abū al-ʿAtāhiyya (†828), Al-Mutanabbi (†965) et Abu-l-Ala al-Maari (†1058), ont proclamé que leurs écrits dépassaient le Coran en éloquence. Ce dernier point met en lumière la difficulté de comparer des écrits sans critère objectif.
De son vivant, Mahomet était accusé de n’être qu'un « poète-menteur », les premières sourates n'utilisant ni les procédés classiques de poésie ni ceux de la « prose rimée ».

### Éléments politiques
Saparmyrat Nyýazow, président du Turkménistan entre 1991 et 2006, prétendait avoir écrit un livre, la Ruhnama, avec une valeur équivalente au Coran. Il fut d'ailleurs enterré dans une mosquée - un acte jugé blasphématoire[réf. nécessaire] en soit puisque de nombreux hadîths prohibent formellement le fait de prier dans un lieu où se trouve une tombe - dont les murs sont ornés d'āyat mêlés à des extraits de cet ouvrage ; un fait inacceptable pour de nombreux musulmans puisque le Coran n'est pas censé, pour eux, avoir d'égal.

## Approche de chercheurs
Pour Gilliot, « Le recours à la soi-disant « inimitabilité » linguistique ou thématique du Coran ne vaut que pour qui adhère à ce theologumenon. Aux yeux du linguiste ou du traducteur, d’inimitabilité, point n’est ! ». Pour Maxime Rodinson, cette perfection serait culturellement ressentie par les musulmans, comme pour tout « texte dont on a été bercé depuis l'enfance ». « La beauté du style coranique a été contestée par ceux qui, pour une raison ou une autre, échappaient à l'envoûtement collectif ».